# Lisa Magdalena Agerer
Lisa Magdalena Agerer (* 1. November 1991 in Zams, Österreich) ist eine ehemalige österreichisch-italienische Skirennläuferin. Sie startete für den italienischen FISI und war in allen Disziplinen aktiv, wobei sie im Riesenslalom und Super-G am stärksten war.

## Biografie
Agerer wohnt in Nauders im österreichischen Bundesland Tirol, startet aber für den italienischen Verband. Die Tochter einer Südtirolerin und eines Österreichers besitzt die doppelte Staatsbürgerschaft und absolvierte die Sportoberschule in Mals.
Im Dezember 2006 nahm Agerer erstmals an FIS-Rennen teil, der erste Sieg folgte drei Monate später. Ab dem nächsten Winter startete sie auch im Europacup, doch vorerst erreichte sie noch keine nennenswerten Resultate. In der Saison 2009/2010 verbesserten sich ihre Ergebnisse vor allem im Riesenslalom. In dieser Disziplin konnte sie beständig punkten und erstmals Platzierungen unter den besten zehn erreichen. Bei den Juniorenweltmeisterschaften 2008 in Formigal erzielte Agerer den zwölften Platz im Super-G. Einen Monat später erreichte sie bei den Italienischen Meisterschaften den zweiten Platz im Riesenslalom. An der Junioren-WM 2009 konnte sie nicht teilnehmen. Nach einer Knieverletzung musste sie Mitte Februar eine mehrwöchige Rennpause einlegen. 2010 waren ihre besten Ergebnisse bei den Juniorenweltmeisterschaften der 16. Platz in der Kombination und Rang 18 im Riesenslalom.
Ihren ersten Start im Weltcup hatte Agerer am 24. Oktober 2009 im Riesenslalom am Rettenbachferner in Sölden. Sie kam in den nächsten zwei Jahren nur zu wenigen weiteren Weltcupeinsätzen und blieb zunächst ohne Punkte. Zu Beginn der Europacupsaison 2010/11 überraschte die 19-Jährige, als sie im Riesenslalom von Kvitfjell ihren ersten Sieg feierte. Zwei Wochen später gewann sie auch den Riesenslalom in Limone Piemonte. Mit weiteren zwei Podestplätzen und insgesamt 15 Top-10-Ergebnissen wurde sie Zweite in der Europacup-Gesamtwertung und Erste in der Riesenslalomwertung. Bei den Juniorenweltmeisterschaften 2011 in Crans-Montana gewann sie die Silbermedaille im Riesenslalom und erreichte mit Rang vier in der Kombination sowie Rang fünf im Super-G zwei weitere Top-5-Platzierungen.
Am 26. November 2011 gewann Agerer in ihrem sechsten Weltcuprennen, dem Riesenslalom in Aspen, mit Platz 17 erstmals Weltcuppunkte. Im Februar und März 2012 siegte sie acht Mal in Folge in einem Europacuprennen (ein Super-G, drei Abfahrten, vier Riesenslaloms). Damit entschied sie die Europacup-Gesamtwertung sowie die Abfahrts- und die Riesenslalomwertung für sich. Ihr bisher bestes Weltcupergebnis erzielte sie am 9. März 2012 mit dem 7. Platz im Riesenslalom von Åre. Aufgrund von Rückenproblemen konnte sie in der Folge nicht an diese Ergebnisse anknüpfen. So klassierte sie sich im Weltcupwinter 2013/14 nur einmal in den Punkterängen und 2014/15 kam sie nur bei FIS-Rennen und im Europacup zum Einsatz.
Nach einigen Verletzungen, von denen sie immer wieder gebremst wurde, gab sie am 11. August 2018 ihren Rücktritt vom aktiven Skirennsport bekannt.

## Erfolge

### Weltcup
- 2 Platzierungen unter den besten 15

### Europacup
- Saison 2010/11: 2. Gesamtwertung, 1. Riesenslalomwertung, 4. Kombinationswertung, 5. Super-G-Wertung
- Saison 2011/12: 1. Gesamtwertung, 1. Abfahrtswertung, 1. Riesenslalomwertung, 6. Super-G-Wertung
- Saison 2014/15: 9. Super-G-Wertung
- Saison 2015/16: 2. Super-G-Wertung
- 16 Podestplätze, davon 13 Siege:

| Datum             | Ort                  | Land       | Disziplin    |
| ----------------- | -------------------- | ---------- | ------------ |
| 3. Dezember 2010  | Kvitfjell            | Norwegen   | Riesenslalom |
| 19. Dezember 2010 | Limone Piemonte      | Italien    | Riesenslalom |
| 14. Februar 2012  | Sella Nevea          | Italien    | Super-G      |
| 17. Februar 2012  | Sella Nevea          | Italien    | Abfahrt      |
| 18. Februar 2012  | Sella Nevea          | Italien    | Abfahrt      |
| 24. Februar 2012  | Andalo               | Italien    | Riesenslalom |
| 25. Februar 2012  | Andalo               | Italien    | Riesenslalom |
| 27. Februar 2012  | Abetone              | Italien    | Riesenslalom |
| 28. Februar 2012  | Abetone              | Italien    | Riesenslalom |
| 15. März 2012     | Pila                 | Italien    | Abfahrt      |
| 22. März 2015     | Soldeu               | Andorra    | Super-G      |
| 26. Januar 2015   | Châtel               | Frankreich | Super-G      |
| 12. März 2016     | Saalbach-Hinterglemm | Österreich | Super-G      |

### Juniorenweltmeisterschaften
- Formigal 2008: 12. Super-G
- Mont Blanc 2010: 16. Kombination, 18. Riesenslalom, 26. Abfahrt, 28. Super-G, 42. Slalom
- Crans-Montana 2011: 2. Riesenslalom, 4. Kombination, 5. Super-G, 14. Abfahrt, 26. Slalom

### Weitere Erfolge
- Italienische Vizemeisterin im Riesenslalom 2008 und 2012
- 9 Siege in FIS-Rennen